# Tour de Flandes 1937
El Tour de Flandes 1937 es la 21.ª edición del Tour de Flandes. La carrera se disputó el 21 de marzo de 1937, con inicio en Gante y final en Wetteren después de un recorrido de 267 kilómetros. 
El vencedor final fue el belga Michel d'Hooghe, que se impuso en solitario en la llegada a Wetteren. Los también belgas Hubert Deltour y Louis Hardiquest fueron segundo y tercero respectivamente.

## Clasificación final
|    | Ciclista             | Equipo             | Tiempo         |
| -- | -------------------- | ------------------ | -------------- |
| 1  | Michel D'Hooghe      | Van Hauwaert       | 7h 29' 00" 00" |
| 2  | Hubert Deltour       | Alcyon-Dunlop      | m. t.          |
| 3  | Louis Hardiquest     | Dilecta-Wolber     | m. t.          |
| 4  | Adolphe Braeckeveldt | Helyett-Splendor   | m. t.          |
| 5  | Alfons Schepers      | Colin-Wolber       | m. t.          |
| 6  | Albert Hendrickx     | Labor-Dunlop       | m. t.          |
| 7  | René Walschot        | J.B. Louvet-Wolber | m. t.          |
| 8  | Jean Wauters         | Helyett-Splendor   | m. t.          |
| 9  | Sylvère Maes         | Alcyon-Dunlop      | m. t.          |
| 10 | Albertin Disseaux    | Helyett-Splendor   | m. t.          |